# Golden Lake, Nova Scotia
Golden Lake är en sjö i Kanada.   Den ligger i provinsen Nova Scotia, i den sydöstra delen av landet, 1 000 km öster om huvudstaden Ottawa. Golden Lake ligger 46 meter över havet. Arean är 0,15 kvadratkilometer. Den ligger vid sjöarna  Little Grand Lake och Shubenacadie Grand Lake. Den sträcker sig 0,8 kilometer i nord-sydlig riktning, och 0,3 kilometer i öst-västlig riktning.
I omgivningarna runt Golden Lake växer i huvudsak blandskog. Runt Golden Lake är det ganska glesbefolkat, med 27 invånare per kvadratkilometer.